# Ḿ̱
Ḿ̱ (minuscule : ḿ̱), appelé M accent aigu macron souscrit, est une lettre latine utilisée dans l’écriture du mbembe cross river.

## Représentations informatiques
Le M accent aigu macron souscrit peut être représenté avec les caractères Unicode suivants : 
- décomposé et normalisé NFC (supplément latin-1, diacritiques) :

| formes    | représentations | chaînes de caractères | points de code | descriptions                                                      |
| --------- | --------------- | --------------------- | -------------- | ----------------------------------------------------------------- |
| capitale  | Ḿ̱               | Ḿ◌̱                    | U+1E3E U+0331  | lettre majuscule latine m accent aigu diacritique macron souscrit |
| minuscule | ḿ̱               | ḿ◌̱                    | U+1E3F U+0331  | lettre minuscule latine m accent aigu diacritique macron souscrit |

- décomposé et normalisé NFD (latin de base, diacritiques) :

| formes    | représentations | chaînes de caractères | points de code       | descriptions                                                                  |
| --------- | --------------- | --------------------- | -------------------- | ----------------------------------------------------------------------------- |
| capitale  | Ḿ̱               | M◌̱◌́                   | U+004D U+0331 U+0301 | lettre majuscule latine m diacritique macron souscrit diacritique accent aigu |
| minuscule | ḿ̱               | m◌̱◌́                   | U+006D U+0331 U+0301 | lettre minuscule latine m diacritique macron souscrit diacritique accent aigu |